# 1803 Zwicky
1803 Zwicky este un asteroid din centura principală, descoperit pe 6 februarie 1967, de Paul Wild.